# Bjärke härad
Bjärke härad var ett härad i nordvästra Västergötland inom nuvarande Alingsås kommun och Trollhättans kommun. Häradets areal var 223,24 kvadratkilometer varav 215,42 land.  Tingsställe var tidigt på flera platser bland andra Bjärlanda i Magra socken. Mellan 1679 och 1698 och mellan 1782 och 1895 var tingsstället Sollebrunn, som än idag är centralort i bygden. Mellan 1698 och 1782 var tingsstället Lagmansered och från 1896 Trollhättan.

## Namnet
Ortnamnet är känt sedan 1200-talet; Biarkæhæræd, vilket kan innehålla genitiv (tillhörighetsbestämning) av biarka(r) (björk-). Det tros alternativt kunna vara ett inbyggarnamn; Biarkabornas härad.

## Socknar
Inom nuvarande Alingsås kommun
- Erska
- Magra
- Stora Mellby

Inom nuvarande Trollhättans kommun
- Lagmansereds socken

## Geografi
Bjärke gränsade till häraderna Ale, Flundre, Väne, Viste, Barne och Kulling. Området utgör en sydvästlig flik av Västgötaslätten, avsmalnande mot söder mellan sjön Anten och vildmarksområdet Risveden med mossar och småsjöar. I väster finns sjön Vanderydsvattnet.
Till 1542 var Risveden som häradsallmänning delat mellan Bjärke, Ale och Kulling, då Gustav Vasa (1523-1560) gjorde den till kronoallmänning. 1852 återfick Bjärke sin andel.
Den genom Erska och Stora Mellby sydväst-nordostligt löpande Mellbydalen var häradets huvudbygd. Genom sitt läge var den idealisk för att utnyttja de förhärskande sydvästliga vindarna, och väderkvarnar har därför långt in på 1900-talet gett en särskild profil åt bygden.
Sätesgårdar var Hede säteri (Stora Mellby socken), Gräfsnäs slott (Erska),, Kobergs slott (Lagmansered) och Upplo säteri (Magra).
Bjärkes högsta punkt finnes i häradets östra del, där Bratthalls åsar når 160 meter över havet, tätt följt av närliggande Matberget på 155 meter. Nära Ärtebräckan ligger Usåsen med en höjd på 144 m ö.h.

### Kommunikation
Vid häradets tingsställe Sollebrunn fanns förr ett gästgiveri invid den sedan 1200-talet omtalade medeltida ridvägen mellan Lödöse och Skara. Sollebrunns Gästgifveri drivs fortfarande som restaurang.
Från år 1900 fanns Västergötland-Göteborgs Järnväg (VGJ / Västgötabanan) mellan Göteborg och Skara i häradets östra del. Stationer och hållplatser fanns vid Kvarnabo, Gräfsnäs slottspark, Gräfsnäs, och Sollebrunn i Erska, samt i Stora Mellby och Gendalen i Stora Mellby. 1906–1929 fanns det anslutning i Kvarnabo med ångbåt över Anten från Lo i Långared.  1967 lades sträckan Göteborg - Sjövik i Östads församling (Ale härad / Lerums kommun) ned, följt 1970 av hela banan. Idag finns Anten-Gräfsnäs Järnväg kvar som museijärnväg.

## Historia
På 1200-talet ingick Bjärke med tre andra härader i Hullsjö bo, ett av de åtta bon som Västergötland då var indelat i. Sätet tros ha legat i Hullsjö i nuvarande Gärdhems socken i Väne härad. De återstående två häraderna var Ale härad och Flundre härad.
Vid freden i Helsingborg 1310 tillföll Bjärke härad, tillsammans med vad som då motsvarade Skara stift, hertig Erik (1282-1318). Bjärke var en del av hertigdömet till Nyköpings gästabud 1317. Från 1371 ingick Bjärke, tillsammans med resten av Eriks forna hertigdöme, i Magnus Erikssons (1316-1374) underhållsländer. När denne dog 1374 vägrade hans son, Norges kung Håkan Magnusson (1340-1380) återlämna faderns underhållsländer till Sverige.
Bertil Pedersson Lilliehöök var häradshövding i Bjärke härad 1462 till minst 1486.
I Lagmansered invid Vanderydsvattnet ligger Kobergs slott och i Erska vid Anten ligger Gräfsnäs slottsruin. På 1590-talet, under det s.k. kriget mot Sigismund, mellan hertig Karl (1550-1612) och kung Sigismund (1566-1632), försärktes Gräfsnäs befästningar kraftigt av greve Axel Stensson Leijonhufvud (1554-1619), som stödde Sigismund. Det yttre befästningsverket gick genom Risveden i Hålanda socken i Ale härad. Omkring år 1600 lät hertig Karl belägra slottet, men Leijonhufvud lyckades fly över Anten och försvinna utomlands 1601.
1612, medan Kristian IV belägrade Lödöse under Kalmarkriget (1611-1613), intog danskarna Gräfsnäs slott, som plundrades tillsammans med omgivningarna.

## Län, fögderier, domsagor, tingslag och tingsrätter
Häradet tillhörde under unionstiden på 13- och 1400-talen Ekholms län, ett slottslän bestående av häradena Bjärke, Väne, Flundre och Vardbo (Valbo), på Dal, samt åtminstone delar av Åse och Viste.
Mellan 1634 och 1998  hörde Bjärke härad till Älvsborgs län, därefter till Västra Götalands län. Församlingarna ingår i Skara stift. 
Häradets socknar hörde till följande fögderier:
- 1686-1945 Väne fögderi
- 1946-1990 Alingsås fögderi bara till 1966 för Lagmansereds socken
- 1967-1990 Trollhättans fögderi för Lagmansereds socken

Häradets socknar tillhörde följande domsagor, tingslag och tingsrätter:
- 1680-1895 Bjärke tingslag i
  - 1680-1695 Flundre, Väne och Bjärke häraders domsaga
  - 1696-1781 Ale, Bjärke, Flundre, Väne och Vättle häraders domsaga
  - 1782-1792  Ale, Bjärke och Vättle häraders domsaga
  - 1793-1848 Ale, Bjärke, Flundre, Väne och Vättle häraders domsaga
  - 1849-1895 Flundre, Väne och Bjärke domsaga
- 1896-1970 Flundre, Väne och Bjärke tingslag i Flundre, Väne och Bjärke domsaga

- 1971- Alingsås tingsrätt och dess domsaga för delarna i Alingsås kommun
- 1971-2004 Trollhättans tingsrätt och dess domsaga för delarna i Trollhättans kommun
- 2004- Vänersborgs tingsrätt och dess domsaga för delarna i Trollhättans kommun